# シークレット・アイズ〜華麗なる作戦
『シークレット・アイズ〜華麗なる作戦』（原題：Fortune Hunter）は、1994年にフォックスネットワークで放送された、マーク・フランケル主演のスパイドラマである。日本では1995年にWOWOWで放送された。

## 概要
カールトン・ダイヤルの活躍を描いた、スピード感のある冒険アクションドラマである。ダイヤルは、サンフランシスコにある、世界規模の回収機構インターセプト・コーポレーションのトップ諜報員であり、パートナーのハリー・フラックと共に、回収業務のために、とてつもなく複雑な計画をこなしていく。かつて政府の諜報部員だったダイヤルは、リスクの大きな任務を何度も経験し、未知の土地であれ、かなり危険な任務であれ、何でもござれである。世界中から要請があるが入手するのがきわめて難しいもの－闇の組織の手に落ちた機密書類、武器情報、時には絶滅危惧種の動植物－を、莫大な報酬と引き換えに回収して行く。
ダイヤルは魅力的な青年であり、雰囲気や服装はジェームズ・ボンドと共通するものがある。即座にウイットをひねり出すことができ、これが命拾いになることもある。彼の武器は、一瞬のチャンスを逃さないこと、そして、先端技術の粋を集めたガジェットである。多大なリスクを伴う任務には、自らの功績のために一瞬のタイミングとガジェットと、相棒のハリーと共に恐ろしいまでの真剣さで臨む。このガジェットとは、カメラ装着のコンタクトレンズとレシーバーで、これをダイヤルが装着することにより、ハリーは、ダイヤルの行動を監視でき、会話もでき即座に指示を出すこともできる。このやり方は『プローブ捜査指令』の捜査方法の進化版とも言える。
ハリーが、コンピュータを通して、任務をダイヤルと分担することもある。このコンビの面白さは、それぞれが、自分こそが主導権を握っていると思っている点で、ダイヤルは自分を「完璧なる回収任務の業績」を持つ、常に危険にさらされる諜報部員と考え、一方ハリーは、自らをテクノロジーの魔術師であり「頭脳的存在」だと考えている。
アメリカとカナダでは、1994年9月4日から10月2日までの、計5回分しか放送されなかった。番組編成上の問題から、フォックスエンタテインメント社長のサンディ・グルーショウが、チェアマンのルパート・マードックに解任されたためと言われる。

## キャスト
- カールトン・ダイヤル：マーク・フランケル（声：江原正士）
- ハリー・フラック：ジョン・Ｒ・ホフマン（声：安西正弘）
- イボンヌ：キム・フェイズ（声：叶木翔子）

## サブタイトル
- 秘密諜報員カールトン
- 探査潜水艇を探せ！
- 新型ミサイルを追え！
- ダイヤモンドを奪回せよ！
- 神経ガスを阻止せよ！
- 核兵器疑惑を暴け！
- フットボールチームを救え！
- 考古学者の無実をはらせ！
- 暗号解読機を取り戻せ！
- 消えた死体を追え！
- 休暇をとったハリー
- 海賊ギャング団を壊滅せよ！
- 宿敵テロリストを倒せ！